# Equipo de la United Cup de Alemania
El equipo alemán de United Cup es el equipo de jugadores de nacionalidad alemana en dicha competición internacional. 
En el año 2024 fue la selección ganadora de la competición. 

## Jugadores
A continuación se presenta un listado de jugadores convocados en las distintas ediciones. Aparecen en negrita los jugadores activos.
| Jugador              | Año debut | Años disputados | Partidos individuales jugados | Partidos de dobles jugados | Finales disputadas | Títulos |
| -------------------- | --------- | --------------- | ----------------------------- | -------------------------- | ------------------ | ------- |
| Fallert, Fabian      | 2023      | 1               | 0                             | 0                          | 0                  | 0       |
| Heisen, Vivian       | 2025      | 1               | 0                             | 0                          | 0                  | 0       |
| Kerber, Angelique    | 2024      | 1               | 0                             | 0                          | 0                  | 0       |
| Maria, Tatjana       | 2024      | 1               | 0                             | 0                          | 1                  | 1       |
| Marterer, Maximilian | 2024      | 1               | 0                             | 0                          | 1                  | 1       |
| Masur, Daniel        | 2025      | 1               | 0                             | 0                          | 0                  | 0       |
| Niemeier, Jule       | 2023      | 1               | 2                             | 0                          | 0                  | 0       |
| Otte, Oscar          | 2023      | 1               | 2                             | 0                          | 0                  | 0       |
| Papadakis, Lena      | 2025      | 1               | 0                             | 0                          | 0                  | 0       |
| Pütz, Tim            | 2025      | 1               | 0                             | 2                          | 0                  | 0       |
| Siegemund, Laura     | 2023      | 3               | 3                             | 7                          | 1                  | 1       |
| Wachaczyk, Julia     | 2023      | 1               | 0                             | 0                          | 0                  | 0       |
| Wehnelt, Kai         | 2024      | 1               | 0                             | 0                          | 1                  | 1       |
| Zverev, Alexander    | 2023      | 3               | 7                             | 7                          | 1                  | 1       |

## Capitanes
A continuación se presenta una lista de los capitanes en las distintas ediciones.
| Capitán               | Años de capitanía | Títulos |
| --------------------- | ----------------- | ------- |
| Beltz, Torben         | 2024              | 1       |
| Zverev, Alexander Sr. | 2025              | 0       |
| Zverev, Micha         | 2023              | 0       |

## Resultados

### Año 2023
| Jugadores convocados | Jugadores convocados |
| -------------------- | -------------------- |
| Laura Siegemund      | Nº 1 WTA             |
| Alexander Zverev     | Nº1 ATP              |
| Jule Niemeier        | Nº 2 WTA             |
| Oscar Otte           | Nº2 ATP              |
| Julia Lohoff         | Dobles WTA           |
| Fabian Fallert       | Dobles ATP           |
| Capitán              |                      |
| Micha Zverev         |                      |

| RESULTADOS FASE DE GRUPOS Grupo C (Sídney) | RESULTADOS FASE DE GRUPOS Grupo C (Sídney) | RESULTADOS FASE DE GRUPOS Grupo C (Sídney) | RESULTADOS FASE DE GRUPOS Grupo C (Sídney) | RESULTADOS FASE DE GRUPOS Grupo C (Sídney) | RESULTADOS FASE DE GRUPOS Grupo C (Sídney) |
| ------------------------------------------ | ------------------------------------------ | ------------------------------------------ | ------------------------------------------ | ------------------------------------------ | ------------------------------------------ |
| Bandera de Alemania                        | Alemania                                   | 2                                          | 3                                          | República Checa                            | Bandera de República Checa                 |
| Bandera de Alemania                        | Alemania                                   | 0                                          | 5                                          | Estados Unidos                             | Bandera de Estados Unidos                  |

### Año 2024
| Jugadores convocados | Jugadores convocados |
| -------------------- | -------------------- |
| Angelique Kerber     | Nº 1 WTA             |
| Alexander Zverev     | Nº1 ATP              |
| Tatjana Maria        | Nº 2 WTA             |
| Maximilian Marterer  | Nº2 ATP              |
| Laura Siegemund      | Dobles WTA           |
| Kai Wehnelt          | Dobles ATP           |
| Capitán              |                      |
| Torben Beltz         |                      |

| RESULTADOS FASE DE GRUPOS Grupo D (Sídney) | RESULTADOS FASE DE GRUPOS Grupo D (Sídney) | RESULTADOS FASE DE GRUPOS Grupo D (Sídney) | RESULTADOS FASE DE GRUPOS Grupo D (Sídney) | RESULTADOS FASE DE GRUPOS Grupo D (Sídney) | RESULTADOS FASE DE GRUPOS Grupo D (Sídney) |
| ------------------------------------------ | ------------------------------------------ | ------------------------------------------ | ------------------------------------------ | ------------------------------------------ | ------------------------------------------ |
| Bandera de Alemania                        | Alemania                                   | 2                                          | 1                                          | Italia                                     | Bandera de Italia                          |
| Bandera de Alemania                        | Alemania                                   | 1                                          | 2                                          | Francia                                    | Bandera de Francia                         |
| RESULTADOS CUARTOS DE FINAL                |                                            |                                            |                                            |                                            |                                            |
| Bandera de Alemania                        | Alemania                                   | 2                                          | 1                                          | Grecia                                     | Bandera de Grecia                          |
| RESULTADO SEMIFINAL                        |                                            |                                            |                                            |                                            |                                            |
| Bandera de Alemania                        | Alemania                                   | 2                                          | 1                                          | Australia                                  | Bandera de Australia                       |
| RESULTADO FINAL                            |                                            |                                            |                                            |                                            |                                            |
| Bandera de Alemania                        | Alemania                                   | 2                                          | 1                                          | Polonia                                    | Bandera de Polonia                         |

### Año 2025
| Jugadores convocados | Jugadores convocados |
| -------------------- | -------------------- |
| Laura Siegemund      | Nº 1 WTA             |
| Alexander Zverev     | Nº1 ATP              |
| Lena Papadakis       | Nº 2 WTA             |
| Daniel Masur         | Nº2 ATP              |
| Vivian Heisen        | Dobles WTA           |
| Tim Puetz            | Dobles ATP           |
| Capitán              |                      |
| Alexander Sr. Zverev |                      |

| RESULTADOS FASE DE GRUPOS Grupo E (Perth) | RESULTADOS FASE DE GRUPOS Grupo E (Perth) | RESULTADOS FASE DE GRUPOS Grupo E (Perth) | RESULTADOS FASE DE GRUPOS Grupo E (Perth) | RESULTADOS FASE DE GRUPOS Grupo E (Perth) | RESULTADOS FASE DE GRUPOS Grupo E (Perth) |
| ----------------------------------------- | ----------------------------------------- | ----------------------------------------- | ----------------------------------------- | ----------------------------------------- | ----------------------------------------- |
| Bandera de Alemania                       | Alemania                                  | 3                                         | 0                                         | Brasil                                    | Bandera de Brasil                         |
| Bandera de Alemania                       | Alemania                                  | 2                                         | 1                                         | China                                     | Bandera de la República Popular China     |
| RESULTADOS CUARTOS DE FINAL               |                                           |                                           |                                           |                                           |                                           |
| Bandera de Alemania                       | Alemania                                  | 1                                         | 2                                         | Kazajistán                                | Bandera de Kazajistán                     |